# コボちゃん
『コボちゃん』は、植田まさしによる日本の4コマ漫画作品である。1982年より読売新聞で連載開始。1992年から1994年まで、読売テレビ・日本テレビ系列（鹿児島テレビを除く、後述）でアニメ化（制作：エイケン）もされた（全63回）。2016年には連載1万回を記念し、本作を題材とした絵本が出版された。
2021年1月7日にはこれまでの最多であった「アサッテ君」（作：東海林さだお）の通算回数13749話を超え、通算13750話に達した。
植田が前立腺がんと診断され、治療に専念していたことにより、2022年6月19日から休載、同年8月5日から傑作選として過去作品を再掲載していた。2023年3月1日から連載が再開された
。

## 内容
本作は、「コボちゃん」こと田畑小穂とその周囲の人々の日常を描いた4コマ漫画である。
原則として登場人物は年を取らないが、結婚や新たな登場人物の登場が描かれたりする他、2010年には実穂の誕生を境に登場人物が歳を取るなどの変更が行われた。また、2011年4月6日掲載分よりコボの設定が幼稚園児から小学生に変更され、同日の読売新聞朝刊では小学校入学を記念し『あたしンち』とのコラボレーション漫画『コボちゃンち』が掲載された。
現在、植田の作品の中で唯一、セリフにふりがなが振られている（最初は振られてなかったが1983年4月途中から振られるようになった）。セリフでの登場人物の氏名表記、本来漢字かひらがなにすべきところ（怪我や孫など）にはカタカナが多く用いられる。
主人公であるコボちゃんの名前の由来は、作者自身が子供の頃に呼ばれていた「こぼちゃん」（末っ子・小さい子供という意味）に由来する。植田自身は「コボちゃん」を「"コ"ボちゃん」ではなく「コ"ボちゃん"」と発音する。また、植田は2009年12月12日にラジオ番組『アニスパ!』に出演した際、本作に登場するキャラクターはすべて「自分」であり、自分の考えたことや感じたことがキャラクターのセリフとして表現されていると語っている。

## 作品背景

### 連載までの経緯
読売新聞（朝刊）では、1973年に秋好馨の『轟先生』が終了して以降、4コマ漫画が掲載されない時期が続いていたが、1977年10月1日から「都内版」に4コマ漫画の枠が用意され、同年12月31日まで『オーイ都民くん』（はざまえいじ）、1978年1月1日 - 12月31日まで『東京パンチ』（富永一朗）が掲載された。1979年1月1日には福地泡介の『OH!!ミスター』の連載が開始されたが、同年8月1日に「都内版」から社会面へ掲載が変更され、全国の読売新聞（朝刊）で4コマ漫画が復活した。だが、同作はわずか1年（社会面移動後5カ月）で連載が打ち切られ、1980年1月1日から1982年3月29日までは秋竜山の『あっぱれサン』が連載されていた。
同じころ、読売新聞の社会部の間では『フリテンくん』や『かりあげクン』で4コマブームの火付け役となった植田まさしを推す声が上がり、植田は文化部からのオファーを受けて新聞連載の仕事を引き受けた。そして、本作『コボちゃん』は、『あっぱれサン』の後継作品として1982年4月1日から連載開始された。

### 連載
当時多忙な生活を送っていた植田は、新聞連載の仕事を始めるにあたり、雑誌の連載を少し減らす形でバランスを保つことにした。本作は2004年12月1日から、日本の全国紙の4コマ漫画としては初めてカラー化された。なお、芳文社版コミックスは電子書籍含めモノクロのままであるが、読売ebooks版電子書籍はフルカラーである。2010年6月14日に連載1万回を達成した。なお、読売新聞での4コマ漫画の長期連載は鈴木義司の『サンワリ君』（夕刊連載）の全1万1240回を抜いた。そして2021年1月7日、連載13750回を達成し、一般全国紙に連載の4コマ漫画では、毎日新聞朝刊に連載されていた『アサッテ君』（東海林さだお作、1974年6月16日〜2014年12月31日）の13749回の記録を抜いた。2021年現在では最長記録となっている。2017年4月1日に連載35周年を迎えた。本編以外では新聞休刊日や選挙での配達遅延などを告知する折り込み広告に、お辞儀しているコボちゃんが掲載されたことがある。
植田は文春オンラインとのインタビューで、毎日締め切りがあることについてはあまり気にしておらず、それよりも新聞に掲載できる表現内容について注意を払っていると話している。本作は新聞の社会面に掲載されるため、時には漫画のそばに事件や事故の記事が掲載されることから、季節を題材とした差し替え用のストックが用意されている。同様の理由から、『かりあげクン』など別媒体で連載していた内容が本作では通用しないこともあり、植田は過去にあった例として、コボの親戚のタケオが「子どもの日があるなら、『大人の日』があってもいい」と言ってストリップ劇場に行く内容の漫画を提出したところ、一時難色を示された末に通ったことを挙げている。
平日掲載用の原画の彩色はアシスタントが担当しているほか、新聞掲載に向けて画質調整を行う読売新聞側にもキャラクター別の色見本が用意されている。衣服の柄や色はキャラクターごとに固定されているため、衣服ネタはあまり使えないと植田は2020年の読売新聞の取材に対して答えている。

### 『サンワリ君』との関係
1993年7月1日のコボちゃん第4000回の掲載日には同じく読売新聞夕刊連載（当時）の鈴木義司『サンワリ君』も同日に第8000回を達成した。これを記念して同日夕刊に植田と鈴木の特集が組まれ、合作一コマ漫画が描かれた。この年はJリーグが発足して話題となったことから、サンワリ君がキックでパスしたボールをコボちゃんがヘディングするというサッカーの構図の絵であった。同紙面で加藤芳郎は「いま日本中でいちばんの働き者は朝刊の漫画家ってことになりますね。」「コボちゃん一家のホノボノ笑いは楽しい救いのエリアです。」と植田に祝辞を贈った。2004年に鈴木が死去しサンワリ君が終了した際には、植田の筆により「さようなら!サンワリ君」と題し、鞄を持って旅立つサンワリ君をコボちゃん一家が寂しそうに見送るという構図の追悼イラストが寄せられた。

### コボちゃんの妹・実穂の誕生
コボちゃんがお兄ちゃんになるという構想は、連載から2・3年目の時点で立てられていた。だが、出産を題材とするにあたっては膨大な資料が必要となると判断し、そのアイデアは連載1万回目にまで持ち越されることとなった。連載1万回目から少し前の2009年10月14日掲載分にて、コボちゃん母の早苗が第2子の妊娠を告白した。後日、早苗の妊娠は、掲載紙である読売新聞のライバル紙・朝日新聞の「青鉛筆」でも取り上げられた。早苗の妊娠から2か月ほど後の2009年12月12日、植田は文化放送のラジオ番組『アニスパ!』に出演し、コボちゃんが兄になるまでに至った経緯を説明した一方、第2子の性別については明言を避けた。また、第2子の名前について、植田は募集してもよいのではないかと提案している。そして、連載1万回目となる2010年6月14日掲載分で、コボちゃんの妹となる女児が誕生した。同年4月27日付の読売新聞朝刊および同社ホームページで名前の募集が行われた結果、応募第2位だった実穂（みほ、同音異字含む）に決まり誕生翌々日の6月16日掲載分で発表された。また、「おませになる3歳ぐらいまでは（実穂を）成長させたい」という植田の意向から、作中世界の時間がそれに合わせる形で進んだ。

## 単行本
植田の母・植松晴子が植田の著作を出版するために設立した「蒼鷹社」が単行本を手掛け、第60巻（連載開始から2003年7月までの掲載分相当）まで発行した。その後、晴子の死に伴って蒼鷹社が事業停止したため、出版化権を移譲された芳文社が単行本の新規発行を承継し、「新コボちゃん」として第57巻まで発行されている（2003年8月以降掲載分）。尚、蒼鷹社版の単行本は在庫が払底し、廃刊となっている。
芳文社版第40巻の時点で蒼鷹社版から合わせて累計発行巻数が100巻を達成した。アメリカでも『Kobo,the li'l Rascal』というタイトルで翻訳出版され、人気を博した。その際、一部のコマが反転されている。
蒼鷹社版全60巻、芳文社版第15巻までを現在eBookJapanにて電子書籍として販売されている他、各電子書籍サイトにて読売ebooksより2012年8月掲載分以降、月単位で販売されている（なお、芳文社版第16巻以降、2012年7月掲載分までは現状電子書籍で閲覧不能）。不定期でコンビニコミック版も刊行されている（現行のものは芳文社刊、タイトルが「熱中!コボちゃん」となっている）。
また2022年4月1日に『コボちゃん』が連載開始40周年を迎えるのを記念して、過去の作品から選りすぐりの名作を集めた「40周年記念 コボちゃん傑作選」が同年3月22日に中央公論新社から発行された。

## 登場人物

### 田畑家周辺
田畑家の下の名前は劇中ではほとんどカタカナ表記されているため、漢字表記されるのは稀である。東京都に住んでいる。
田畑小穂（たばた こぼ）
声 - 大谷育江
この漫画の主人公。みどり小学校3年生で耕二と早苗の息子。刈り上げ頭と何かを被せたようなヘアースタイルがトレードマーク。ごく平凡な子供であるが、時々子供とは思えないようなませた考えや言動をすることがある。明るく元気な性格で、チャンバラごっこ、西部劇ごっこなどをよくやる。将来は耕二と同じ会社に勤めるつもりでいる。頭頂部の2本の毛を切られた際に、さくらんぼの枝を代用したことがある。誕生日は5月27日。
シゲルとは親友にあたり、共に行動することが多い。アニメ最終回では絶交宣言をしたが、最終的には仲直りして関係を取り戻した。「約束のマジックディ」ではお互いを呼び捨てにしており、シゲルに老人ホームへの近道を教えてもらっている。
連載開始はたんぽぽ幼稚園に通う5歳の幼稚園児という設定だったが、2011年4月6日掲載分でみどり小学校に入学し、それから2年生になり、2013年度から3年生に進級した。
田畑実穂（たばた みほ）
小穂の妹で耕二と早苗の娘。気が強く、兄の小穂に食って掛かる事が多いなど生意気だが、小穂が一人で留守番する事になった際は「お兄ちゃんを一人にするのは申し訳ない」と言って自分も一緒に留守番しようとしたり、小穂が勉強に励んだ時も兄の腕をマッサージして疲れを取らせてあげようとする等、時折兄想いな一面も見せている。早苗、ミネが怖がるゴキブリ、ネズミ、ヘビなどが目の前にいても平気でいられる。
連載1万回目となる2010年6月14日掲載分にて誕生し、2011年6月14日掲載分で1歳の誕生日を迎えた。
田畑耕二（たばた こうじ）
声 - 二又一成
コボの父親で、サラリーマン。秋田県仙北郡美郷町出身で、会社では係長（蒼鷹社の23巻で昇進）だが部下にあしらわれることも多く「名ばかり係長」だと嘆いていた。岩夫の一世代下の父親像として、威厳も性格も少々軽めに設定されている。一家で早苗の両親と同居しているため、入り婿ではないが、少々肩身が狭い。平日は毎晩のように泥酔して帰ることが多い。
休日もゴルフや競馬をやることが多い。それ以外にもパチンコやスキーが趣味。また、熱狂的なサッカーファンで特に日本代表の動向には一喜一憂する。
自動車免許を取得しているが、車を持っていない。アニメ版ではコボを連れて一度秋田県に里帰りをしていた。雨男。33歳→37歳。猫舌。
田畑早苗（たばた さなえ）
声 - 松井菜桜子
小穂の母親で、専業主婦。典型的な教育ママであり、小穂に数や言葉の勉強をさせようとするなど厳しくしつけるが、その都度色々な行動を教育に繋げようとする傾向があるため母や父、夫から「やりすぎ」と叱責されたり、近所の住人からも「もっとのびのび育てるべきではないか」と口出しされた事もある。自身は独身気分が抜けていないところがある。また、料理をはじめとする家事全般をこなすが、おっちょこちょいなところもあり、失敗をしては子供っぽい方法でごまかそうとする。夫や息子の嘘には極めて敏感である一方、デパートなどにお出掛けしたり、お菓子を隠そうとする時の小穂とのやりとりが多い。ミネ同様ゴキブリ、ネズミ、ヘビなどが苦手で見ると奇声を上げたり、固まって動かなくなってしまったりする。但し、ミネと違ってカエルは平気である。虫を持てない。29歳→33歳。2009年10月14日掲載分にて、第2子の妊娠を告白し、2010年6月14日掲載分にて女児の実穂を出産した。また、小穂と同様に実穂にも英才教育を考えており、塾に通わせる通わせないで夫で言い争いをした事もある。
山川岩夫（やまかわ いわお）
声 - 宮内幸平（1990年スペシャルアニメ〜1994年スペシャルアニメまで）→稲垣隆史（1998年スペシャルアニメ）
早苗の父親であり、小穂の祖父。つまりミネの夫。竹男の伯父。職はなく年金暮らしの様子だが、背広姿な時が多い。
趣味は囲碁や釣り、盆栽と多彩で、そのため遊び友達、茶飲み友達も多い。またスマートフォンの所有や電子マネーも使用している。
かなりの孫煩悩で、老人らしからぬ奇抜な行動を取ることもある。性格は頑固で、家事はほとんど手伝わず（ただし、家事をいつもしている早苗とミネが眠ってしまったときは、耕二と竹男と3人で夕食の準備をしたこともある）、一度座ってしまうと動こうとしない。亭主関白的・女性差別的な行動・言動もしょっちゅうだが、ミネ・早苗の2人に逆襲されて負けることもしばしば。連載当初は普段着が和服であることが多かったが、現在は洋服が多い。言葉遣いや性格などが変化しており、時代の移り変わりを最も反映しているキャラクターである。60歳→64歳。出身はテレビアニメ版では香川県となっているが、原作では東京育ちであることをほのめかしている。
山川ミネ（やまかわ ミネ）
声 - 上村典子
早苗の母親。岩夫の妻であり、小穂たちからみて祖母にあたる。専業主婦のベテラン。田畑家で唯一の眼鏡愛用者。家事に追われる日々のため、無趣味で地味な性格だが、たまに突拍子もないものに挑戦しては周囲を驚かせている。夫に対する不満は多く、しょっちゅう喧嘩をしているが、仲が悪いわけではなく、むしろ良好。カエルやネズミ、ゴキブリなどが苦手で、現れた際は奇声を上げたり、無意識に竹馬に乗れたこともある。口癖は、「歳をとると○○なのよ」。花粉症だが、以前、花粉症（と猫アレルギー）を患う友人が来訪した時、ミネには花粉症の症状は出ていなかったが、2000年のスギ花粉飛散期頃には花粉症になっていた。出かける時は厚化粧をしていることが多く、それがネタになることも珍しくない。52歳→56歳。
大森竹男（おおもり たけお）
声 - 茶風林
蒼鷹社の単行本第12巻（1986年3月18日付の読売新聞朝刊）から登場。早苗のいとこで、岩夫の妹の息子。作中で紹介される時は「岩夫の甥」と言われる。四国出身。食欲旺盛な巨体の持ち主で、体力測定の話では肺活量が「高級外国車並み」と自慢していた。趣味は登山、特技は柔道（3段）。学生時代はラグビーにも打ち込み、今でもクラブチームの試合に狩り出されることがある。中学校で社会科の教諭をしており、生徒の間で人気は高いが、隙が多いためにいたずらの的となっている。
体格に似合わず小心者だが、正義感は強く、強盗を捕まえたり、人命救助をしている。同僚の花田咲子に想いを寄せており、2005年1月30日付の読売新聞朝刊にてプロポーズ、受け入れられめでたく結婚。現在は咲子と花田家に住んでいる。
初期は田畑家に居候して、よくサイフォンでコーヒーを沸かして飲んでいた。また、岩夫などに対して気を遣っている様子が見られ、晩飯の前にラーメンを食べて腹を満たしてから晩飯を摂ることもあった（1986年12月6日付掲載分より。蒼鷹社 第14巻 p.37）。26歳→30歳。
なお、この結婚話は連載8000回を迎えた日（2004年10月27日付）に読売新聞が植田に対してインタビューを行った際、植田はそれとなく読者に予告していた。
大森咲子（おおもり さきこ）
声 - 伊倉一恵（1990年スペシャルアニメ）→遠藤みやこ（レギュラー版）
竹男の妻で、体育教師。旧姓：花田。竹男とは同僚だったが、結婚のため職場を田畑家の近くに変えた。竹男とはわりと前から両想いに近い関係だった。
ポチ
田畑家に飼われているオスの雑種犬。小穂より年上（6歳→10歳）のため小穂だけにはお手をしないなど立場が上だと思っている。ただし、幼い実穂には優しく、お手もするため、小穂から顰蹙をかっている。ペット扱いされることを極端に嫌がる。小穂と2人で散歩することが多いが岩夫に一番懐いている模様。予防接種が苦手。動物ゆえに、人間とは会話しないが、ミーなど、動物同士の場合は普通に会話している（その中では、コボちゃんを「コボ」と呼び捨てにしていることも）。また、ほかの犬よりも貫禄がある。母犬は詳細不明だがかなり離れた田舎にいるらしい。
ミー
田畑家に飼われているメス猫。ポチと同じく6歳→10歳だがポチより先に山川家に来ているためお姉さん扱いされている。一家のしぐさをよく観察している。メスなので、女らしい話し方をすることが多い。元々捨て猫で、自分を拾ったミネに一番懐いている。オス猫にもてるらしいが、出産・育児経験はない模様。ネズミを捕まえた時は一家を震え上がらせている。時々、塀の上からポチと会話をすることがある。近所では別な名前で呼ばれることもあり、合計7種類の名前があることが判明した。小穂にちょっかいを出され、引っ掻きまわしたこともある。
2007年11月18日及び2008年6月13日・2009年9月24日・2010年11月1日・2016年5月21日・2017年5月15日・2018年1月3日付の読売新聞朝刊では、名前が「ミーコ」となっている。
チビ
アニメ『コボちゃんスペシャル夢がいっぱい!!』にのみ登場。小穂が拾ってきた子犬。小穂が1週間ほど世話をしていたが、ポチやミーとうまく行かず、再度捨てた。後に竹男の学校の生徒に引き取られた。
ピョンスケ（助）
田畑家の庭に棲みついている大きなカエル。カエル嫌いのミネなどは見ると悲鳴を上げるが、小穂は名前まで付けてペット扱いしている。時々のっそり出てくる。ポチと会話することも。

### コボの友達
野原サトシ（のはら サトシ）
声 - 矢島晶子、水原リン（代役）→南杏子（レギュラー版まで）→不詳（1994年スペシャルアニメ） → 浅野るり（1998年スペシャルアニメ）
幼稚園、小学校のコボのクラスメイト。穏やかな性格で、なかなか聡明な少年。両サイドを刈り上げている髪形。
原作初期やアニメ版の中盤まで小穂と2人だけで遊んでいることも多かったが、43話の路線変更以降はシゲル、アキラの方が出番が増えたため出番が減った。
森シゲル（もり シゲル）
声 - 伊倉一恵→鉄炮塚葉子（1994年スペシャルアニメ）→神田ひまわり（1998年スペシャルアニメ）
幼稚園、小学校のコボのクラスメイト。茶髪で天然パーマだが、アニメ版では黒髪で、額から髪が生えていたり、容姿がやや異なっている。優しい性格で、少し洒落た子。情報通で、いつも珍しい物や体験で小穂たちに話題を提供している。アニメ版ではコボ一家の隣に住んでいるという設定になっていた。原作の幼稚園時代においては、彼と小穂が2人だけで遊んでいることは少なかったが、アニメ版の中盤以降と原作の小学校時代では親友同士の関係で、非常に仲のよい設定となった。そのためフトシやアキラにコボ共々馬鹿にされることが増えた。アニメ最終回のタイトルは「コボとシゲルの絶交宣言!」であった。「コボちゃんスペシャル 約束のマジックディ」ではやや言葉使いや性格が変化しており、コボのことも「コボ」と呼び捨てにしていた。
小池アキラ（こいけ アキラ）
声 - 氷上恭子→小桜エツコ（レギュラー版第2話のみ代役、1994年スペシャルアニメ）→近藤玲子 （1998年スペシャルアニメ）
幼稚園、小学校のコボのクラスメイトで、腕白小僧。コボとはライバル関係で、ことあるごとに張り合っているが、悪戯や悪ふざけをする時はよくコンビを組んでいる。長身のおじいちゃんは岩夫の幼馴染だが、別のおじいちゃんも登場している。小穂たちからは「アキラくん」と呼ばれている。原作初期では「ノボルくん」と呼ばれていた。また、ごく初期では「シゲルくん」と呼ばれていた。小学生になってからはコボのことを「田畑」と呼び捨てにしていることが多い。93年以降の放送では太の味方をする意地悪で心が汚い。
アニメ版では、中盤までモブキャラに近かったが43話以降はコボのライバルキャラ・フトシの子分といったキャラ付けがされた。また、金持ち気取りの母親（声 - さとうあい）がいる。
大山太（おおやま ふとし）
声 - 坂本千夏（レギュラー版まで）→神田ひまわり（1994年スペシャルアニメ）
アニメオリジナルキャラクター。44話から登場するコボのクラスメイトでガキ大将（43話から変更されたOP映像にも登場）。アキラと一緒になって悪事をすることが多く、コボやシゲルやサトシと対立することが多い。アニメ後半でハナコに思いを寄せる描写も描かれている。「約束のマジックディ」には登場していない。
谷沢ヒロコ（たにざわ ヒロコ）
声 - 金丸日向子（レギュラー版まで） →秋山るな（1994年スペシャルアニメ）→ 岩井由希子（1998年スペシャルアニメ）
幼稚園、小学校のコボのクラスメイトで、一緒におままごとをすることが多い。リボンをつけた女の子。
アニメ版では、43話の路線変更以降頻繁に登場し、コボに好意を寄せているような描写もあった。勝ち気な性格で、コボからはきつい性格だとみられている。口癖は、「なんか文句あんの？」や「あたしじゃ不満なの？」など。
和泉ハナコ（いずみ ハナコ）
声 - 白鳥由里→川田妙子（1994年スペシャルアニメ）→榎本充希子（1998年スペシャルアニメ）
コボの憧れの女の子。他の登場人物と違い、目が一点ではなく星の描かれた黒い瞳になっている。幼稚園ではコボのクラスメイトであったが、小学校ではサトシ、シゲル、ヒロコ、アキラと違って別のクラスのようであり、小学生になってからは2回しか登場していない。
キヨエちゃん
おさげの女の子。
水の江ケンジ（みずのえ ケンジ）
声 - 鈴鹿千春→南杏子（13話のみ代役)→矢島晶子→隠岐めぐみ（1994年スペシャルアニメ）→渡辺美香 （1998年スペシャルアニメ）
眼鏡をかけた男の子。父親の職業が医師のため、家はとてもお金持ち。家に大きなプールがあるが、遊ぶコボたちと一緒に小さなビニールプールに入った時は楽しくて泣いていたり、夏休みに海外旅行に行ったと自慢めいたことを言いながら、「ボクもこっちにいたかったー」とうなだれるなど、「お金持ち」の生活よりコボたちと一緒に遊ぶ生活の方を好んでいる。コボが小学校に進学してからは登場していなかったが、2018年5月11日付で久々に登場しグリーンスネークとグリーンイグアナとカメレオンを飼育している様子が描かれていた。
アニメでは初期に1エピソードのみ登場し、中々再登場しなかったが43話の路線変更以降登場機会が増加した。
吉福健一（よしふく けんいち）
「コボちゃんスペシャル 祭りがいっぱい!」に登場。コボの幼稚園のクラスメイトで、コボは健一から本を借りていたのだが、返却しようとした日に急遽、父の転勤の都合で幼稚園を欠席。コボが借りていた本は健一の誕生日プレゼントだった。コボは必ず本を返すために健一を街中探し回り公園で健一と出会い、無事本を返すことができた。

### 耕二の職場
並木
声 - 石田彰
耕二の部下の男性。眼鏡をかけている。
岡
声 - 長島雄一
耕二の部下で、天然パーマの男性。眼鏡をかけている。
姫野
声 - 遠藤みやこ
耕二の部下の女性。美人で、他の社員たちからも好意を寄せられている。
白川
声 - 氷上恭子
耕二の部下の女性。
平野課長
声 - 大山高男
耕二の上司で、オネェ口調で話す。耕二たちの営業課をまとめている。
部長
耕二の直接の上司で、壮年の男性。眼鏡をかけている。
社長
耕二の勤務先「青空商事」の社長。眼鏡をかけ、白いヒゲを生やしている。自叙伝の『わが半生記』を自費出版したことがある。

### その他の人々
林先生
小穂のクラスの女性担任。32歳独身（未婚）。2011年4月7日掲載分より登場。フルネームは林あかね。性格はかなり厳格。
吉田先生
声 - 江森浩子（1990年・1991年スペシャルアニメ）、松岡ミユキ（1994年スペシャルアニメ） → 佐々木優子（レギュラー版、1998年スペシャルアニメ）
幼稚園時代の小穂のクラスの女性担任。未婚。眼鏡着用。アニメにて一時期幼稚園を退職するという噂が園児たちに広まったことがあったが、吉田先生が「同窓会に行くのをやめる」と言ったのをコボが幼稚園を退職すると勘違いし広まったというオチであった。
ヨシノ先生
初期作（第3巻）に登場した幼稚園に勤務する女の先生。結婚により幼稚園を退職した。早苗は報告をしなかったコボを叱りつけるが、サトシが早苗に「コボが将来結婚したい相手であったから」とコボを擁護する場面がある。
大芝（おおしば）
声 - 大山高男
岩夫の友人。角刈りのごま塩頭に眼鏡がトレードマーク。岩夫とは「俺、お前」の関係であり、囲碁や将棋のライバル。その勝敗を巡って喧嘩をすることもしばしば。理容店を経営している。
マモル
声 - 野沢雅子、南杏子(47話)
小穂の家の近所に住む小学生の少年。原作では名前は明かされていないが、アニメではマモルという名前で登場した。連載初期から中期には頻繁に登場した。スポーツ刈りが特徴。小穂にザリガニを分けてくれたり、様々な知識を教えてくれたりする。ウソは言わないが、小穂達はまだ幼稚園なので、教わった知識を勘違いすることも多い。ある時期から彼に代わって秘密結社と称して空き地に秘密基地を作った小学生2人組が登場し、「小穂たちよりも年長の子供」の役割を担うようになった。
ツルタ、カメヤマ
声 - 石田彰、宮本充（代役）（ツルタ）、真殿光昭、大山高男(代役)（カメヤマ）
竹男の教え子。教え子で名前が出ているのは彼ら2人だけである。ツルタは天然パーマで、カメヤマは丸坊主。2人とも授業中の態度が悪いことが多く、常にコンビを組んで担任である竹男をよく茶化すが、反面竹男の授業内容に興味を持って話を聞きたいと言ったり、竹男を訪ねて彼が居候している田畑家に遊びに来るなどある意味竹男を慕っている節もある。
秋子
声 - さとうあい
水の江の家の家政婦。短気な性格で、水の江以外の他人の子（コボやシゲル）をも叱りつけることが多く、水の江の教育を邪魔する者は誰であろうと許さない。しつけに厳しく、62話では水の江の誕生日会が行われた際、秋子が留守中に水の江とコボら招かれた友達たち同士でいざこざが起こり大喧嘩をし、部屋を散らかしたことがあった。その際は帰宅後、いつまで経っても片付けを始めない水の江やコボ達に「さっさと片付けろ」と一喝、声を荒げて叱っている。また気性が荒く暴力的な一面もあり、子供達から恐れられている。「約束のマジックディ」では誤って秋子を驚かしてしまったコボをほうきで殴ろうとして追い回していた。アニメ後半では逃げるコボ、シゲル、水の江を追い回すことも多かった。
シゲルの父
声 - 星野充昭
シゲルの父親。眼鏡をかけている。北海道で単身赴任だったが仕事の都合で名古屋に単身赴任のまま移った。
蕗田
声 - 槐柳二
アニメオリジナルキャラクター。コボと同じくらいの歳の孫がいる。東京に出稼ぎに来た際にコボと仲良くなり、節分の鬼の代わりにナマハゲの役をすることになる。パパと同じ秋田生まれ。夏に帰省旅行した際も偶然再会し、田畑家を案内する。コボちゃんスペシャル祭りがいっぱい！にも登場。

## アニメ版
現在まで、以下の通りテレビアニメ化されている。いずれも読売テレビ製作・日本テレビ系全国ネット（鹿児島テレビを除く）で放送された。TVシリーズは1993年からOPに中央児童福祉審議会推薦番組というテロップが追加された。本編は全てモノラル放送だが、一部主題歌はステレオ放送だった。
42話までは田畑・山川家の誰かを中心としたエピソードが多かったが、43話以降は路線変更されコボを中心としたエピソードがほとんどとなり、メインの舞台も田畑・山川家ではなく幼稚園が舞台になるようになった。フトシの登場、シゲルの親友化、アキラ・ヒロコのアニメ独自のキャラ付け等はこのときからである。
また、1992年には、交通安全を題材とした教育映画『小さないのち　コボちゃんの交通安全』も発表されている。
- コボちゃんスペシャル 秋がいっぱい!!（1990年9月15日・広島テレビ放送は、宮島競艇中継のため後日遅れネット）
- コボちゃんスペシャル 夢いっぱい!!（1991年9月15日）
- コボちゃん（TVシリーズ）（1992年10月19日 - 1994年3月21日）
- コボちゃんのクリスマススペシャル　コボなぞ大冒険（1993年12月20日）
- コボちゃんスペシャル 祭りがいっぱい!（1994年9月15日）
- コボちゃんスペシャル 約束のマジックディ（読売テレビ開局40周年記念、1998年9月15日）※番組放送中に『宮城県南部地震』が発生し、NNN地震速報が流れた。

### 備考
- 本編アニメの他に、AパートとBパートの間に原作をそのままアニメ化したミニコーナー「ショートタイム」、アイキャッチのタイミングに合わせて「コボなぞ」というなぞなぞのコーナーがあり、「コボなぞ」の単行本も2巻発売された。原作掲載誌である読売新聞にてテレビ放送翌日にあたる火曜日の朝刊に解答が掲載されていて毎月第1週は懸賞クイズが出題されていた。
- 主題歌とエンディングテーマは頻繁に変更された。アニメの内容に沿ったほのぼのとした曲がほとんどであったが、真心ブラザーズや大槻ケンヂが主題歌を歌っていた時期もあった。
- 田畑家以外はキャストの役名がクレジットされないことが多かったが、テレビアニメ版のキャストには石田彰・氷上恭子・小桜エツ子・星野充昭・大山高男などが出演していた。
- TVシリーズはVHSソフトにて発売されていたこともあるが、現在は全巻、廃盤となっており、再放送もされていたこともある。DVDは2018年5月25日にBOX1、2018年6月29日にBOX2がベストフィールドから発売された。東映ビデオから発売されたDVD『エイケンTVアニメ主題歌大全集』には、TVシリーズのオープニング・エンディングが収録されている。2021年現在、Blu-ray版はリリースされていない。
- テレビアニメ放映当初は小学館の『小学三年生』『小学四年生』にも4コマ作品の一部が掲載された時期もあった。内容は原作からネタを流用して作画をエイケンが原作を元に描き直しており、セリフのネームのフォントも原作のような手書きではなく写植の活字となっていた。
- 2013年7月9日よりTOKYO MXで再放送されているが、「コボなぞ」はカットされている。
- 2014年2月20日よりテレビ大阪で再放送されていたが次回予告はカットされ、製作クレジットも加工された。
- 2015年6月29日より12月28日まで（第25話）千葉テレビ放送で再放送されており、かつての日本テレビ系列での放送と同じ時間帯である、月曜19:30 - 20:00に放送されていた。アニメ枠の編成の都合上一旦休止し、2016年3月14日（第26話）より、月曜17:30 - 18:00に放送再開。
- 「コボちゃんスペシャル 祭りがいっぱい!」「コボちゃんスペシャル 約束のマジックディ」では、山川・田畑一家以外のキャラクターはキャストがほぼ一新されている（ただし岩夫のみ宮内幸平が1995年に死去したため、1998年版では稲垣隆史に交代している）。

### スタッフ
＊はTVシリーズ以降のスタッフ
- 原作 - 植田まさし
- 製作 - 村田英憲
- 企画 - 西野正夫（よみうりテレビ）、小林利雄（宣弘社）（「夢いっぱい!!」まで）
- 監修 - 小林利雄（宣弘社）＊
- プロデューサー - 諏訪道彦（よみうりテレビ）、伊藤忠幸（宣弘社）＊、小野辰雄
- キャラクター設定 - 柳瀬譲二
- 美術監督 - 遠藤守俊（1998年版は宮前光春）
- 撮影監督 - 玉川芳行、大貫昌男（ティ・ニシムラ）
- 音楽 - 冬木透、中島彰→神林早人
- 音響監督 - 壺井正（グロービジョン）
- 広報 - 仁賀木三恵（よみうりテレビ）、鷺巣政安
- 制作担当 - 藤井正和、小野勤、種藤長臣→羽生田貴志（メルヘン社）、沖本信幸→山口秀憲（エイケン）
- 総監督 - 鳥居宥之→森田浩光＊
- シリーズ構成 - 城山昇
- 文芸担当 - 三上牧子
- 美術補佐 - 井置敦（スタジオじゃっく）
- 色指定 - 遠藤礼子、久保田光俊、大津多美子、渡辺芙美子、原田幸子
- 撮影 - 久保村正樹、高橋勇夫、勝又雄一、世良隆光、細谷知代、眞木朱深（以上、ティ・ニシムラ）
- 選曲 - 合田豊
- 調整 - 飯塚秀保
- 効果 - 柏原満（T.E.O）→加藤昭二（アニメサウンド）＊
- 録音スタジオ - グロービジョンスタジオ
- 編集 - 田中修、井上和夫、佐多忠仁
- タイトル - マキ・プロ
- 現像 - IMAGICA
- アニメーションコーディネーター - 森田浩光（「夢いっぱい!!」まで）
- 演出助手 - 志村錠児
- アニメーション制作協力 - メルヘン社
- 制作 - 読売テレビ、宣弘社＊、エイケン

### 主題歌・挿入歌

#### オープニング
1. 「正しいパーティー」（『秋がいっぱい!!』）
  - 作詞 - 進藤京子 / 作曲 - 鈴木キサブロー / 編曲 - 井上日徳 / 歌 - 酒井法子
2. 「ニッポン!チャ!チャ!チャ!」[注 10]（第1話（1992年10月19日）- 第10話（1992年12月21日）、『祭りがいっぱい!』、『約束のマジックディ』[20]）
  - 作詞 - 平出よしかつ / 作曲 - マリオ&ピエール・ニグロ / 編曲 - 岩﨑元是 / 歌 - こんぺいとう
3. 「恋してZOO」（第11話（1993年1月11日）- 第20話（1993年3月15日）、『約束のマジックディ』挿入歌）
  - 作詞 - 平出よしかつ / 作曲 - 岩崎元是 / 編曲 - 船山基紀 / 歌 - 胡桃沢ひろ子
4. 「花のランランパワー」（第21話（1993年4月12日）- 第31話（1993年6月28日））
  - 作詞・作曲 - 倉持陽一 / 編曲 - 桜井秀俊 / 歌 - 真心ブラザーズ[注 11]
5. 「コボちゃんグルー」（第32話（1993年7月5日）- 第42話（1993年9月20日））
  - 作詞・作曲 - 大槻ケンヂ / 編曲 - 佐久間正英 / 歌 - おーつきけんじとエマニエル5[注 12]、大谷育江
6. 「ガンバレ男の子」（第43話（1993年10月18日）- 第63話（1994年3月21日）、『祭りがいっぱい!』エンディング、『約束のマジックディ』エンディング）
  - 作詞 - 雄鹿美子 / 作曲 - 前田克樹 / 編曲 - 藤原いくろう / 歌 - 大谷育江

#### エンディング
1. 「空が笑ってる」（『秋がいっぱい!!』）
  - 作詞 - さかたかずこ / 作曲・編曲 - 見良津健雄 / 歌 - 大橋亜紀
2. 「夢のおかず」（第1話（1992年10月19日）- 第20話（1993年3月15日）、『夢いっぱい!!』オープニング）
  - 作詞 - 荒木とよひさ / 作曲 - 三木たかし / 編曲 - 矢野立美 / 歌 - チェリッシュ
3. 「白いスニーカー」（第21話（1993年4月12日）- 第42話（1993年9月20日）、『夢いっぱい!!』エンディング）
  - 作詞 - 荒木とよひさ / 作曲 - 三木たかし / 編曲 - 矢野立美 / 歌 - チェリッシュ
4. 「明日も会える」（第43話（1993年10月18日）- 第63話（1994年3月21日））
  - 作詞 - 青木久美子 / 作曲 - 岸正之 / 編曲 - 吉川忠英 / 歌 - 平井菜水

#### 挿入歌
- 「Suki Suki 大好き!」
  - 作詞 - 平出よしかつ / 作曲 - 高橋ひろ / 編曲 - 岩崎元是 / 歌 - こんぺいとう

### 各話リスト
| 回 | サブタイトル             | 脚本       | 絵コンテ     | 演出         | 作画監督     | 放送日          |
| -- | ------------------------ | ---------- | ------------ | ------------ | ------------ | --------------- |
| 1  | 3世代のニューファミリー  | 城山昇     | 森田浩光     | 森田浩光     | 柳瀬譲二     | 1992年 10月19日 |
| 1  | パパ、カゲうすいね       | 城山昇     | 野間吐晶     | 野間吐晶     | 柳瀬譲二     | 1992年 10月19日 |
| 2  | 松茸ご飯とオムライス     | 城山昇     | 森田浩光     | 森田浩光     | 柳瀬譲二     | 10月26日        |
| 2  | わが家のへそくり鍋       | 城山昇     | 野間吐晶     | 小林孝志     | 吉崎誠       | 10月26日        |
| 3  | セリフ忘れて発表会       | 城山昇     | 棚橋一徳     | 棚橋一徳     | 吉崎誠       | 11月2日         |
| 3  | 不器用な家族たち         | 城山昇     | 棚橋一徳     | 棚橋一徳     | 礼木幾夫     | 11月2日         |
| 4  | 行き場のないひろい物     | 外池省二   | 小華和ためお | 小華和ためお | 小山善孝     | 11月9日         |
| 4  | 夢盗り物語               | 城山昇     | 小華和ためお | 小華和ためお | 吉崎誠       | 11月9日         |
| 5  | いまどきの子供事情       | 城山昇     | 野間吐晶     | 山崎友正     | 川口幸治     | 11月16日        |
| 5  | おすもうコボちゃん       | 城山昇     | やすみ哲夫   | よしだとしき | よしだとしき | 11月16日        |
| 6  | 会社のパパはカッコイー   | 高屋敷英夫 | 笠山葉一     | 笠山葉一     | 本木久年     | 11月23日        |
| 6  | カゼなんかブッ飛ばせ     | 城山昇     | 鳥居宥之     | 鳥居宥之     | 吉崎誠       | 11月23日        |
| 7  | 岩夫とミネの夫婦善哉     | 城山昇     | 永樹凡人     | 志村錠児     | 高橋信也     | 11月30日        |
| 7  | コボも木から落ちる       | 城山昇     | 森田浩光     | 志村錠児     | 青嶋克己     | 11月30日        |
| 8  | 竹男先生も走る12月       | 城山昇     | 鳥居宥之     | 本木久年     | 本木久年     | 12月7日         |
| 8  | お留守番てんまつ記       | 城山昇     | 小華和ためお | 小華和ためお | 柳瀬譲二     | 12月7日         |
| 9  | 義理義理のお見合い       | 金春智子   | 笠山葉一     | 笠山葉一     | 青嶋克己     | 12月14日        |
| 9  | 火の用心パレード         | 高屋敷英夫 | 新田義方     | 新田義方     | 本木久年     | 12月14日        |
| 10 | 飲めや歌えや忘年会       | 城山昇     | 野間吐晶     | 小林孝志     | 柳瀬譲二     | 12月21日        |
| 10 | ツイてない日曜日         | 武上純希   | 小林孝志     | 小林孝志     | 川口幸治     | 12月21日        |
| 11 | ああ、カレーなる日々     | 城山昇     | 新田義方     | 新田義方     | 柳瀬譲二     | 1993年 1月11日  |
| 11 | バーゲンに挑む男たち     | 金春智子   | 若林常夫     | 若林常夫     | 礼木幾夫     | 1993年 1月11日  |
| 12 | 意地っぱり凧合戦         | 武上純希   | 小華和ためお | 小華和ためお | 古佐小吉重   | 1月18日         |
| 12 | 思い出はそのままに       | 高屋敷英夫 | 笠山葉一     | 笠山葉一     | 柳瀬譲二     | 1月18日         |
| 13 | 僕達のスノーガーデン     | 城山昇     | 若林常夫     | 若林常夫     | 古宇田文男   | 1月25日         |
| 13 | 岩夫のワカサギ釣り       | 城山昇     | 永樹凡人     | 山崎友正     | 古佐小吉重   | 1月25日         |
| 14 | 人間関係乾燥注意報       | 城山昇     | 棚橋一徳     | 棚橋一徳     | 高橋信也     | 2月1日          |
| 14 | 福は内、鬼も内           | 城山昇     | 小華和ためお | 小華和ためお | 柳瀬譲二     | 2月1日          |
| 15 | 受験生4泊5日             | 高屋敷英夫 | 小林孝志     | 小林孝志     | 柳瀬譲二     | 2月8日          |
| 15 | 久々デートはコボいらず   | 外池省二   | 棚橋一徳     | 棚橋一徳     | 青嶋克己     | 2月8日          |
| 16 | 竹男さんの幸福な1日      | 城山昇     | 小林孝志     | 小林孝志     | 青嶋克己     | 2月15日         |
| 16 | 親まね、コボまね         | 城山昇     | 野間吐晶     | 山崎友正     | 高橋信也     | 2月15日         |
| 17 | ウグイス捜して街歩き     | 城山昇     | 森田浩光     | 森田浩光     | 吉崎誠       | 2月22日         |
| 17 | 転勤ばなしが花ざかり     | 城山昇     | 新田義方     | 新田義方     | 柳瀬譲二     | 2月22日         |
| 18 | ひなまつりの忘れもの     | 城山昇     | 新田義方     | 新田義方     | 川口幸治     | 3月1日          |
| 18 | 赤ちゃん台風が来た!      | 城山昇     | 森田浩光     | 山崎友正     | 柳瀬譲二     | 3月1日          |
| 19 | 春風のいたずら           | 城山昇     | 棚橋一徳     | 棚橋一徳     | 吉崎誠       | 3月8日          |
| 19 | 杉の木からの贈り物       | 城山昇     | 笠山葉一     | 笠山葉一     | 吉崎誠       | 3月8日          |
| 20 | あぶないホワイトデー     | 高屋敷英夫 | 笠山葉一     | 笠山葉一     | 小山善孝     | 3月15日         |
| 20 | 嘘つきは苦労の始まり     | 武上純希   | 野舘誠一     | よしだとしき | よしだとしき | 3月15日         |
| 21 | 花見だ団子だ人ゴミだ     | 武上純希   | 鳥居宥之     | よしだとしき | よしだとしき | 4月12日         |
| 21 | たけのこ取物語           | 城山昇     | 若林常夫     | 若林常夫     | 古宇田文男   | 4月12日         |
| 22 | 頭ひねって大発明         | 外池省二   | 牛草健       | 牛草健       | 古宇田文男   | 4月19日         |
| 22 | 大阪商談に愛妻弁当       | 武上純希   | 永樹凡人     | 山崎友正     | 本木久年     | 4月19日         |
| 23 | たくましい黄金週間       | 武上純希   | 新田義方     | 新田義方     | 高橋信也     | 4月26日         |
| 23 | 天下御免だ子供の日       | 城山昇     | 小華和ためお | 小華和ためお | 兵頭敬       | 4月26日         |
| 24 | 母をたずねてポチがゆく   | 城山昇     | 山崎友正     | 山崎友正     | 柳瀬譲二     | 5月10日         |
| 24 | はばたけマイバード!      | 高屋敷英夫 | 小林孝志     | 小林孝志     | 柳瀬譲二     | 5月10日         |
| 25 | ボクの瞳はポッカポカ     | 城山昇     | 小林孝志     | 小林孝志     | 青嶋克己     | 5月17日         |
| 25 | 深夜の連続破壊事件       | 金春智子   | 棚橋一徳     | 棚橋一徳     | 川口幸治     | 5月17日         |
| 26 | 初ガツオ包丁さばき       | 城山昇     | 永樹凡人     | 志村錠児     | 吉崎誠       | 5月24日         |
| 26 | 献血すればコワくない     | 城山昇     | やすみ哲夫   | 志村錠児     | 本木久年     | 5月24日         |
| 27 | 大人扱い、子供扱い       | 城山昇     | 小華和ためお | 小華和ためお | 柳瀬譲二     | 5月31日         |
| 27 | ボク幼稚園やめるッ!      | 高屋敷英夫 | 笠山葉一     | 笠山葉一     | 三浦清継     | 5月31日         |
| 28 | 恐怖の歯医者攻防戦       | 高屋敷英夫 | 野間吐晶     | 志村錠児     | 礼木幾夫     | 6月7日          |
| 28 | 青空市場で衣がえ         | 金春智子   | 笠山葉一     | 笠山葉一     | 礼木幾夫     | 6月7日          |
| 29 | 時計にサヨナラ!          | 武上純希   | 小林孝志     | 小林孝志     | 高橋信也     | 6月14日         |
| 29 | 元来そそっかしい面々     | 城山昇     | 小華和ためお | 小華和ためお | 礼木幾夫     | 6月14日         |
| 30 | 父の日に接待ゴルフ       | 城山昇     | 小華和ためお | 小華和ためお | 高橋信也     | 6月21日         |
| 30 | 大森竹男の災難           | 金春智子   | 若林常夫     | 若林常夫     | 青嶋克己     | 6月21日         |
| 31 | 梅雨前線イロイロあり     | 城山昇     | 棚橋一徳     | 棚橋一徳     | 高橋信也     | 6月28日         |
| 31 | 汚れたってドロ遊び       | 城山昇     | 永樹凡人     | よしだとしき | よしだとしき | 6月28日         |
| 32 | 難問ズラリ性教育         | 外池省二   | わだへいさく | わだへいさく | 川口幸治     | 7月5日          |
| 32 | なぜパパは社長じゃないの | 武上純希   | 若林常夫     | 若林常夫     | 青嶋克己     | 7月5日          |
| 33 | ママのパート体験記       | 金春智子   | 新田義方     | 新田義方     | 古宇田文男   | 7月12日         |
| 33 | 一度は見たい天の川       | 金春智子   | 笠山葉一     | 笠山葉一     | 高橋信也     | 7月12日         |
| 34 | 中学校でキモダメシ       | 高屋敷英夫 | 棚橋一徳     | 棚橋一徳     | 青嶋克己     | 7月26日         |
| 34 | 幸せの大玉スイカ         | 金春智子   | 新田義方     | 新田義方     | 古宇田文男   | 7月26日         |
| 35 | ウマの日にウナギ         | 武上純希   | 小華和ためお | 小華和ためお | 松崎はじめ   | 8月2日          |
| 35 | パパの不思議ワールド     | 城山昇     | 棚橋一徳     | 棚橋一徳     | 川口幸治     | 8月2日          |
| 36 | パンツいっぱいのセミ     | 城山昇     | 笠山葉一     | 笠山葉一     | 柳瀬譲二     | 8月9日          |
| 36 | 避暑地での出来事         | 武上純希   | 小林孝志     | 小林孝志     | 古宇田文男   | 8月9日          |
| 37 | お国自慢だ高校野球       | 高屋敷英夫 | 笠山葉一     | 笠山葉一     | よしだとしき | 8月16日         |
| 37 | プリンで夫婦ゲンカ       | 城山昇     | 新田義方     | 新田義方     | 兵頭敬       | 8月16日         |
| 38 | パパのふるさと           | 城山昇     | 森田浩光     | 森田浩光     | 柳瀬譲二     | 8月23日         |
| 39 | 夏やせしない人たち       | 城山昇     | 永樹凡人     | 本木久年     | 本木久年     | 8月30日         |
| 39 | おいしい一日一善         | 城山昇     | 牛草健       | 牛草健       | よしだとしき | 8月30日         |
| 40 | 男たちのアイデア料理     | 武上純希   | 永樹凡人     | 山崎友正     | 礼木幾夫     | 9月6日          |
| 40 | 防災ピクニック           | 高屋敷英夫 | 小華和ためお | 小華和ためお | 古佐小吉重   | 9月6日          |
| 41 | 口は災いのもと           | 金春智子   | 棚橋一徳     | 棚橋一徳     | 三浦清継     | 9月13日         |
| 41 | ムーンナイトセレナーデ   | 城山昇     | 笠山葉一     | 笠山葉一     | 本木久年     | 9月13日         |
| 42 | 徹夜で台風対策           | 高屋敷英夫 | 笠山葉一     | 笠山葉一     | 青嶋克己     | 9月20日         |
| 42 | ZOOッと大好き            | 武上純希   | 小華和ためお | 小華和ためお | 古宇田文男   | 9月20日         |
| 43 | ジュースとオシッコ       | 高屋敷英夫 | 小華和ためお | 小華和ためお | 川口幸治     | 10月18日        |
| 43 | 仕切り屋ヒロコの泣き技   | 城山昇     | 小華和ためお | 小華和ためお | 本木久年     | 10月18日        |
| 44 | テストをねらえ!          | 金春智子   | 森田浩光     | 森田浩光     | 柳瀬譲二     | 10月25日        |
| 44 | ガキ大将フトシの右腕     | 城山昇     | 笠山葉一     | 笠山葉一     | 本木久年     | 10月25日        |
| 45 | 園児3人ひかり号          | 高屋敷英夫 | わだへいさく | 小林孝志     | 本木久年     | 11月1日         |
| 45 | やきもきゲートボール     | 金春智子   | 永樹凡人     | 志村錠児     | よしだとしき | 11月1日         |
| 46 | テレビ取材が来るぞ       | 金春智子   | 笠山葉一     | 笠山葉一     | 三浦清継     | 11月8日         |
| 46 | 我輩はポチである         | 外池省二   | 永樹凡人     | 志村錠児     | 本木久年     | 11月8日         |
| 47 | おすもうコボちゃん2      | 武上純希   | 永樹凡人     | 志村錠児     | 岡田敏靖     | 11月15日        |
| 47 | やっと手にしたTVゲーム   | 外池省二   | 若林常夫     | 若林常夫     | 川口幸治     | 11月15日        |
| 48 | おぼっちゃまのカップ麺   | 高屋敷英夫 | 笠山葉一     | 笠山葉一     | 本木久年     | 11月22日        |
| 48 | 火花散らす五角関係       | 高屋敷英夫 | わだへいさく | 小林孝志     | 本木久年     | 11月22日        |
| 49 | 恐怖のWハンバーグ        | 城山昇     | 棚橋一徳     | 棚橋一徳     | よしだとしき | 11月29日        |
| 49 | 親の期待が重すぎる       | 武上純希   | 棚橋一徳     | 棚橋一徳     | 柳瀬譲二     | 11月29日        |
| 50 | ピーマンは絶対キライ!    | 城山昇     | 森田浩光     | 森田浩光     | 岡田敏靖     | 12月6日         |
| 50 | ピカピカおしゃれキッズ   | 城山昇     | 棚橋一徳     | 棚橋一徳     | 柳瀬譲二     | 12月6日         |
| 51 | ボクのお家は1ボックス    | 中弘子     | 香川豊       | 牛草健       | 川口幸治     | 12月13日        |
| 51 | コボのサンタクリスマス   | 武上純希   | 永樹凡人     | 志村錠児     | 川口幸治     | 12月13日        |
| 52 | コボなぞ大冒険           | 武上純希   | 香川豊       | 小林孝志     | 柳瀬譲二     | 12月20日        |
| 53 | 一寸先はハッピー         | 城山昇     | 芹川有吾     | 棚橋一徳     | 本木久年     | 1994年 1月10日  |
| 53 | 大見栄きったハワイ旅行   | 高屋敷英夫 | 笠山葉一     | 笠山葉一     | 三浦清継     | 1994年 1月10日  |
| 54 | 宝探してここ掘れワン     | 外池省二   | 笠山葉一     | 笠山葉一     | 明日葉輝     | 1月17日         |
| 54 | 飛べない天使             | 武上純希   | わだへいさく | 小林孝志     | 本木久年     | 1月17日         |
| 55 | 英会話道はつらい         | 高屋敷英夫 | 小華和ためお | 志村錠児     | よしだとしき | 1月24日         |
| 55 | 勇者コボ・ハナコ姫を救え | 武上純希   | 牛草健       | 牛草健       | 川口幸治     | 1月24日         |
| 56 | O・Kレストランの決闘     | 朝倉千筆   | 若林常夫     | 若林常夫     | 本木久年     | 1月31日         |
| 56 | 都会のジャングル         | 高屋敷英夫 | わだへいさく | 小林孝志     | 本木久年     | 1月31日         |
| 57 | 再び受験生上京す         | 高屋敷英夫 | わだへいさく | 小林孝志     | 岡田誠司     | 2月7日          |
| 57 | ペンダントを取り返せ!    | 城山昇     | 竜崎一       | 山崎友正     | 青嶋克己     | 2月7日          |
| 58 | 富士山の見える家         | 武上純希   | 芹川有吾     | 石川康夫     | 本木久年     | 2月14日         |
| 58 | コボ探偵がんばる!        | 朝倉千筆   | 永樹凡人     | 志村錠児     | よしだとしき | 2月14日         |
| 59 | 家族トレードゲーム       | 平野美枝   | 川越淳       | 山崎友正     | 本木久年     | 2月21日         |
| 59 | パパ、早く帰ってよ       | 城山昇     | 錦見慶       | 山崎友正     | 明日葉輝     | 2月21日         |
| 60 | ザ・ミステリーワールド   | 平野美枝   | 棚橋一徳     | 棚橋一徳     | 朝倉隆       | 2月28日         |
| 60 | パパの神技シュート       | 武上純希   | 山田章夫     | 山田章夫     | 川口幸治     | 2月28日         |
| 61 | 補助輪をはずせ!          | 城山昇     | 笠山葉一     | 笠山葉一     | 青嶋克己     | 3月7日          |
| 61 | コボのハチャメチャ看病   | 平野美枝   | 芹川有吾     | 志村錠児     | 柳瀬譲二     | 3月7日          |
| 62 | 幼稚園でミスコンテスト   | 城山昇     | 森田浩光     | 森田浩光     | 川口幸治     | 3月14日         |
| 62 | おぼっちゃまの誕生日     | 高屋敷英夫 | 香川豊       | 山崎友正     | 本木久年     | 3月14日         |
| 63 | コボとシゲルの絶交宣言!  | 高屋敷英夫 | 山田章夫     | 山田章夫     | 本木久年     | 3月21日         |

### 放送局
放送時間は個別に出典が提示されているものを除き1993年2月中旬 - 3月上旬時点。系列は本放送終了時とする。
| 放送地域       | 放送局         | 放送時間                               | 放送系列                                     | 備考      |
| -------------- | -------------- | -------------------------------------- | -------------------------------------------- | --------- |
| 近畿広域圏     | 読売テレビ     | 月曜 19:30 - 20:00                     | 日本テレビ系列                               | 制作局    |
| 北海道         | 札幌テレビ     | 月曜 19:30 - 20:00                     | 日本テレビ系列                               |           |
| 青森県         | 青森放送       | 月曜 19:30 - 20:00                     | 日本テレビ系列                               |           |
| 岩手県         | テレビ岩手     | 月曜 19:30 - 20:00                     | 日本テレビ系列                               |           |
| 宮城県         | ミヤギテレビ   | 月曜 19:30 - 20:00                     | 日本テレビ系列                               |           |
| 秋田県         | 秋田放送       | 月曜 19:30 - 20:00                     | 日本テレビ系列                               |           |
| 山形県         | 山形放送       | 月曜 19:30 - 20:00                     | 日本テレビ系列                               | [ 注 13 ] |
| 福島県         | 福島中央テレビ | 月曜 19:30 - 20:00                     | 日本テレビ系列                               |           |
| 関東広域圏     | 日本テレビ     | 月曜 19:30 - 20:00                     | 日本テレビ系列                               |           |
| 新潟県         | テレビ新潟     | 月曜 19:30 - 20:00                     | 日本テレビ系列                               |           |
| 富山県         | 北日本放送     | 月曜 19:30 - 20:00                     | 日本テレビ系列                               |           |
| 石川県         | テレビ金沢     | 月曜 19:30 - 20:00                     | 日本テレビ系列                               |           |
| 福井県         | 福井放送       | 月曜 19:30 - 20:00                     | 日本テレビ系列                               | [ 注 14 ] |
| 山梨県         | 山梨放送       | 月曜 19:30 - 20:00                     | 日本テレビ系列                               |           |
| 長野県         | テレビ信州     | 月曜 19:30 - 20:00                     | 日本テレビ系列                               |           |
| 静岡県         | 静岡第一テレビ | 月曜 19:30 - 20:00                     | 日本テレビ系列                               |           |
| 中京広域圏     | 中京テレビ     | 月曜 19:30 - 20:00                     | 日本テレビ系列                               |           |
| 鳥取県・島根県 | 日本海テレビ   | 月曜 19:30 - 20:00                     | 日本テレビ系列                               |           |
| 広島県         | 広島テレビ     | 月曜 19:30 - 20:00                     | 日本テレビ系列                               |           |
| 山口県         | 山口放送       | 月曜 19:30 - 20:00                     | 日本テレビ系列                               | [ 注 15 ] |
| 徳島県         | 四国放送       | 月曜 19:30 - 20:00                     | 日本テレビ系列                               |           |
| 香川県・岡山県 | 西日本放送     | 月曜 19:30 - 20:00                     | 日本テレビ系列                               |           |
| 愛媛県         | 南海放送       | 月曜 19:30 - 20:00                     | 日本テレビ系列                               |           |
| 高知県         | 高知放送       | 月曜 19:30 - 20:00                     | 日本テレビ系列                               |           |
| 福岡県         | 福岡放送       | 月曜 19:30 - 20:00                     | 日本テレビ系列                               |           |
| 長崎県         | 長崎国際テレビ | 月曜 19:30 - 20:00                     | 日本テレビ系列                               |           |
| 熊本県         | 熊本県民テレビ | 月曜 19:30 - 20:00                     | 日本テレビ系列                               |           |
| 大分県         | テレビ大分     | 月曜 16:00 - 16:30 →月曜 19:30 - 20:00 | 日本テレビ系列 フジテレビ系列                | [ 注 16 ] |
| 宮崎県         | テレビ宮崎     | 木曜16:00 - 16:30                      | フジテレビ系列 日本テレビ系列 テレビ朝日系列 |           |

## その他
漫画

田畑小穂（コボちゃん）の銅像

- テレビアニメ化前の1983年に、読売新聞のCMイメージキャラクターとしてアニメ化したコボちゃんが登場している。

銅像
- 東京都新宿区神楽坂六丁目の神楽坂商店街（早稲田通り沿い、パークリュクス神楽坂前）に、田畑小穂（コボちゃん）の銅像が建設され、その除幕式が2015年8月16日、作者の植田まさし臨席のもとで行われた。植田作品のキャラクターが銅像になるのはコボちゃんが初めてとなる。銅像は神楽坂商店街振興組合が都と新宿区の補助を受け、彫刻家の山田朝彦によって制作された。神楽坂は植田が長年住んでいる街で、植田は除幕式の挨拶の中で「由緒ある神楽坂に自分のキャラクターの銅像が置かれるなんて夢のような話。愛着もわいて私のふるさとのような気持ちです」と語った[23][24]。2015年現在のコボちゃんは小学3年生の設定だが、銅像は連載開始から2010年までの幼稚園時代のものを基としている。